# Pitcairnia feliciana
Espèce
Synonymes
- Willrussellia feliciana A.Chev.[1]

Pitcairnia feliciana est une espèce de plantes à fleurs de la famille des Bromeliaceae, endémique de Guinée, la seule de la famille à être originaire d'Afrique sur les quelque 1 700 à 2 000 espèces que celle-ci comporte, toutes originaires d'Amérique. L'épithète spécifique de l'espèce, feliciana, rend hommage à Henri Jacques-Félix (1907–2008), le botaniste français qui a récolté l'espèce le premier en 1937 sur les rochers du mont Gangan à proximité de Kindia.

## Distribution
La spéciation étant survenue il y a 10 millions d'années, la distribution de l'espèce uniquement en Afrique ne peut être expliquée par la séparation des continents sud-américain et africain, bien plus ancienne. L'espèce aurait pu être amenée « accidentellement » par les oiseaux migrateurs en provenance d'Amérique du Sud.

## Sources
- (en) Cet article est partiellement ou en totalité issu de l’article de Wikipédia en anglais intitulé « Pitcairnia feliciana » (voir la liste des auteurs).